# Гора Менала (созвездие)

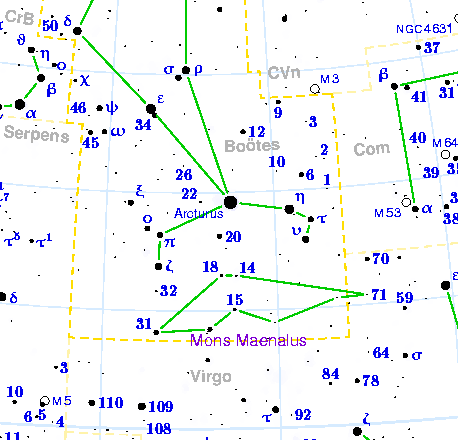

Гора Менала (лат. Mons Menalus) — созвездие северного полушария неба. Новое созвездие, введено Яном Гевелием в 1690 году в небесном атласе «Уранография». Не было принято астрономическим сообществом и не входит в список современных созвездий.

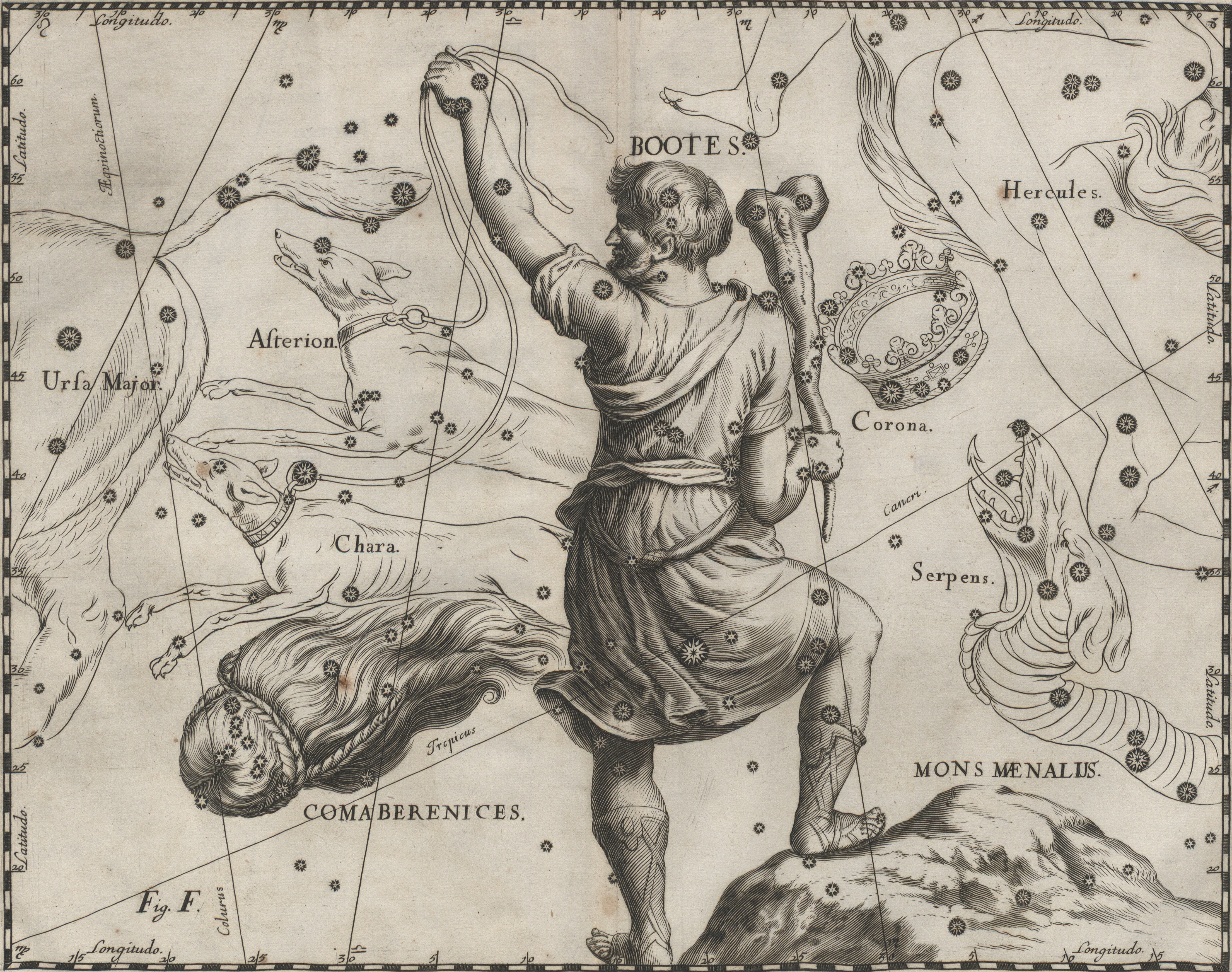
Волопас, стоящий на горе Менале в атласе Гевелия

В атласе Гевелия изображало гору, на которой стоит Волопас. Гора Менала находится в Пелопоннесе, Греция. В древнегреческой мифологии связана с богом Паном, покровителем Аркадии, который любил гулять по её склонам. Созвездие располагалось на месте, где ныне находятся звёзды созвездия Дева.